# Okrúhlica (Kysucka vrchovina)
Okrúhlica (1 076,4 m n. m.  ) je druhý nejvyšší vrchol Kysucké vrchoviny. 

## Poloha
Vrchol leží ve východní části pohoří, v jihovýchodní části geomorfologického podcelku Kysucké bradlá.  Nachází se přibližně 4 km severně od Zázrivé, v hřebeni na rozhraní okresů Dolný Kubín (obec Zázrivá), Žilina ( Terchová ) a Čadca ( Nová Bystrica ). Nejlehčí výstup na Okrúhlicu vede ze Zázrivé přes rozcestí Javorinka. 

## Chráněná území
Vrcholem vede hranice ochranného pásma Národního parku Malá Fatra a Chráněné krajinné oblasti Kysuce . 

## Přístup
- po  značce po hřebeni z obce Terchová nebo z Kubínské hole
- po  značce ze Zázrivé přes rozcestí Javorinka